# لمنيرة (لمزامزة)
لمنيرة هو دُوَّار يقع بجماعة لحساسنة، إقليم برشيد، جهة الدار البيضاء سطات في المملكة المغربية. ينتمي الدوّار لمشيخة لمزامزة التي تضم 16 دوار. يقدر عدد سكانه بـ 137 نسمة حسب الإحصاء الرسمي للسكان والسكنى لسنة 2004.

## روابط خارجية
- البوابة الوطنية للجماعات الترابية نسخة محفوظة 12 مارس 2018 على موقع واي باك مشين.
- المندوبية السامية للتخطيط